# Žarevo
Žarevo (izvirno srbsko Жарево) je naselje v Srbiji, ki upravno spada pod Občino Brus; slednja pa je del Rasinskega upravnega okraja.

## Demografija
V naselju, katerega izvirno (srbsko-cirilično) ime je Жарево, živi 92 polnoletnih prebivalcev, pri čemer je njihova povprečna starost 61,9 let (59,4 pri moških in 64,5 pri ženskah). Naselje ima 46 gospodinjstev, pri čemer je povprečno število članov na gospodinjstvo 2,00.
To naselje je, glede na rezultate popisa iz leta 2002, večinoma srbsko.
|  |

| Demografija | Demografija     | Demografija     |
| Leto        | Št. prebivalcev | Št. prebivalcev |
| ----------- | --------------- | --------------- |
|             |                 |                 |
|             |                 |                 |
|             |                 |                 |
|             |                 |                 |
| 1948        | 376             |                 |
| 1953        | 451             |                 |
| 1961        | 452             |                 |
| 1971        | 380             |                 |
| 1981        | 323             |                 |
| 1991        | 172             | 172             |
| 2002        | 92              | 92              |
|             |                 |                 |

| Etnična sestava po popisu iz leta 2002 | Etnična sestava po popisu iz leta 2002 | Etnična sestava po popisu iz leta 2002 | Etnična sestava po popisu iz leta 2002 | Etnična sestava po popisu iz leta 2002 |
| -------------------------------------- | -------------------------------------- | -------------------------------------- | -------------------------------------- | -------------------------------------- |
| Srbi                                   | Srbi                                   |                                        | 89                                     | 96,73%                                 |
| Neznano                                | Neznano                                |                                        | 3                                      | 3,26%                                  |